# Hypogastrura concolor
Hypogastrura concolor är en urinsektsart som först beskrevs av Carpenter 1900.  Hypogastrura concolor ingår i släktet Hypogastrura och familjen Hypogastruridae. Arten är reproducerande i Sverige. Inga underarter finns listade i Catalogue of Life.